# 1. deild 1992 (Fær Øer)
L'edizione 1992 della 1. deild vide la vittoria finale del B68 Toftir.

## Classifica finale
|    | Classifica     | G  | V  | N | P  | GF | GS | Dif | Pt |
| -- | -------------- | -- | -- | - | -- | -- | -- | --- | -- |
| 1  | B68 Toftir     | 18 | 11 | 5 | 2  | 35 | 18 | 17  | 27 |
| 2  | GÍ Gøta        | 18 | 11 | 3 | 4  | 33 | 20 | 13  | 25 |
| 3  | KÍ Klaksvík    | 18 | 7  | 9 | 2  | 32 | 18 | 14  | 23 |
| 4  | HB Tórshavn    | 18 | 7  | 7 | 4  | 34 | 24 | 10  | 21 |
| 5  | TB Tvøroyri    | 18 | 7  | 5 | 6  | 29 | 30 | -1  | 19 |
| 6  | B36 Tórshavn   | 18 | 4  | 8 | 6  | 26 | 28 | -2  | 16 |
| 7  | VB Vágur       | 18 | 4  | 8 | 6  | 19 | 26 | -7  | 16 |
| 8  | B71 Sandur     | 18 | 4  | 7 | 7  | 24 | 25 | -1  | 15 |
| 9  | SÍF Sandavágur | 18 | 4  | 4 | 10 | 29 | 40 | -11 | 12 |
| 10 | NSÍ Runavík    | 18 | 2  | 2 | 14 | 17 | 49 | -32 | 6  |

G = Partite giocate; V = Vittorie; N = Nulle/Pareggi; P = Perse; GF = Goal fatti; GS = Goal subiti; DIF = Differenza reti, PT = Punti

### Verdetti
- B68 Toftir campione delle Isole Fær Øer 1992 e qualificato alla UEFA Champions League 1993-94
- SÍF Sandavágur e NSÍ Runavík retrocesse in 2. deild
- HB Tórshavn qualificato alla Coppa delle Coppe 1993-94 (vincente della Coppa delle Isole Fær Øer)